# Arsenal de l’Aéronautique
Arsenal de l’Aéronautique – francuska, państwowa, wojskowa wytwórnia lotnicza założona w 1936 roku w Vélizy-Villacoublay na bazie dawnych zakładów należących do firmy Breguet, znana również pod prostszą nazwą Arsenal. Po wojnie wytwórnia została przeniesiona do Châtillon i w 1952 sprywatyzowana pod nazwą Société française d’étude et de construction de matériels aéronautiques spéciaux (SFECMAS). Litery VG w oznaczeniach samolotów zakładów pochodzą od pierwszych liter nazwisk Michela Vernisse'a, który był inżynierem stojącym na czele wytwórni i Jeana Galtiera, głównego konstruktora.

## Samoloty
- Arsenal VG 30
- Arsenal VG 31
- Arsenal VG 32
- Arsenal VG 33
- Arsenal VG 34
- Arsenal VG 35
- Arsenal VG 36
- Arsenal VG 37
- Arsenal VG 38
- Arsenal VG 39
- Arsenal VG 40
- Arsenal VG 50
- Arsenal VB 10
- Arsenal O.101
- Arsenal VG 70
- Arsenal VG 80
- Arsenal VG 90
- Arsenal Delanne 10